# 6413 Iye
A 6413 Iye (ideiglenes jelöléssel 1993 TJ3) a Naprendszer kisbolygóövében található aszteroida. Endate, K. és Vatanabe Kazuró fedezte fel 1993. október 15-én.